# Renault Monastella
La Monastella est une automobile fabriquée par Renault de 1928 à 1932.

## Équipements
Elle se distingue de la Monasix par un équipement plus luxueux :
- enjoliveurs chromés
- lanternes d'auvent chromées
- phares stella chromés à dispositif code
- encadrement de pare-brise chromé
- veilleuse de pavillon
- essuie-glace électrique à 2 balais
- miroiterie en Triplex
- planche de bord avec lampes témoins d'éclairage et d'allumage
- cendriers dans les portes
- serrures et gâches de portes chromées
- poignées de portes type stella chromées

## Types
- RY-1 Luxe 1929 : présentation au 22e Salon de l'automobile de Paris en octobre 1928[1], production de septembre 1928 à aout 1929 reprenant la mécanique et la carrosserie de la Renault Monasix. Coffres latéraux au niveau des marche-pieds. Radiateur en position AR du moteur type 300. Calandre fermée et ouïes verticales de refroidissement sur les côtés du capot. Allumage par bobine et distributeur. Graissage sous pression par pompe. Embrayage mono-disque à sec. Boîte 3 vitesses et marche arrière. Châssis à longerons et traverses en acier embouti. Direction à boitier à vis et secteur. Suspension : Essieu rigide à l’avant avec ressorts semi-elliptiques, pont arrière suspendu par un ressort transversal. Freins : Tambours à commande à câbles. Poids 1 400 kg.

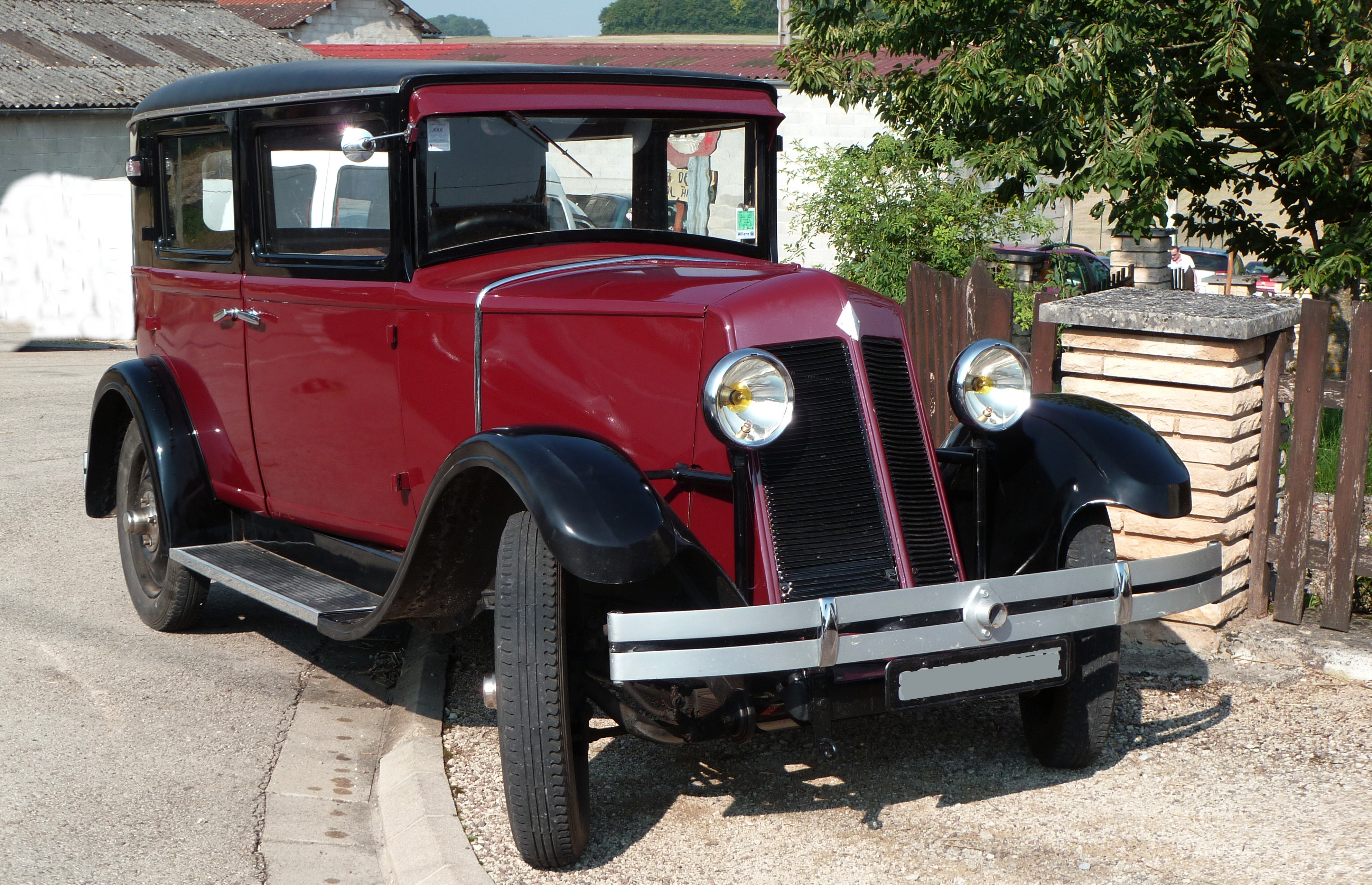
Renault Monastella RY-2 rouge.

- RY-2 1929/31 : Salon octobre 1929, production du 10 septembre 1929 au 18 mars 1931

Évolution du type RY-1 Luxe : Coffres latéraux supprimés. Refroidissement par radiateur placé derrière le moteur type 328. Calandre à ailettes horizontales. Pas d'ouïes latérales sur le capot. Poids 1 350 kg.
- RY-3 1931/32 : De février à octobre 1931, version luxueuse de la Renault Monasix, reconnaissable à son capot muni d’ouïes latérales de refroidissement sur le capot et des lanternes d’auvent. Radiateur en position AV du moteur type 328 puis 354. Calandre inclinée à ailettes verticales. Sièges AV séparés.
- RY-4 1932/33 : Salon octobre 1931, production du 14 septembre 1931 au 22 octobre 1932. La Monasix est supprimée du catalogue 1932, mais sa version luxueuse Monastella, elle reçoit une calandre en V quasi-verticale à ailettes verticales. Radiateur en position AV du moteur type 354. Ouïes latérales sur capot.

En octobre 1932, elle est commercialisée au prix de 23 500 francs en conduite intérieure.